# کلوتشنیتسه
کلوتشنیتسه (به چکی: Klučenice) یک منطقهٔ مسکونی در جمهوری چک است که در ناحیه پریبرام واقع شده‌است.